# 2007 au théâtre
| Années du théâtre : 2004 - 2005 - 2006 - 2007 - 2008 - 2009 - 2010    |
| Décennies du théâtre : 1970 - 1980 - 1990 - 2000 - 2010 - 2020 - 2030 |

Cet article présente les faits marquants de l'année 2007 au théâtre.

## Événements
- Première édition du Festival TransAmériques (Canada), qui succède au festival de théâtre des Amériques.

## Pièces de théâtre représentées
- Février : À la porte de Marcel Bluwal, Théâtre de l'Œuvre
- 4 février : Débats 1974-1981, d'après les débats télévisés entre Valéry Giscard d’Estaing et François Mitterrand pour les élections présidentielles de 1974 et 1981, mise en scène Jean-Marie Duprez, Théâtre de la Madeleine
- 15 février : La Danse de mort d'August Strindberg, mise en scène Hans Peter Cloos, Théâtre de la Madeleine
- 6 mars : Lettres intimes, mise en scène Michel Didym, Théâtre de la Madeleine
- 20 mars : Le Talisman d'après Balzac-Beethoven, mise en scène et adaptation Françoise Petit, Théâtre de la Madeleine
- 12 avril : Poker de Jean Cassiès, mise en scène Sonia Vollereaux, Comédie de Paris
- 2 juin : Ça va nettement mieux de Charlotte de Turckheim, Théâtre de la Madeleine
- 20 septembre : Chat et Souris de Ray Cooney, mise en scène de Jean-Luc Moreau, Théâtre de la Michodière
- 22 septembre : Le Mariage de Figaro de Beaumarchais, mise en scène Christophe Rauck, Comédie-Française
- 16 octobre : Entre autres, conception Jean Rochefort, Théâtre de la Madeleine
- 23 octobre : Biographie sans Antoinette de Max Frisch, mise en scène Hans-Peter Cloos, Théâtre de la Madeleine
- 8 décembre : La Fin du commencement de Sean O'Casey, mise en scène Célie Pauthe, Studio-Théâtre de la Comédie-Française

## Festival d'Avignon

### Cour d'honneur duPalais des Papes
- x

## Récompenses
- 14 mai : 21e Nuit des Molières (Molières 2007)

## Décès
- 2 janvier : Georges Vitaly (°1917)
- 15 janvier : Guy Parigot (°1922)
- 2 février : Michel Roux (°1929)
- 2 février : Gisèle Pascal (°1921)
- 23 février : Nicole Anouilh (°1927)
- 1er mars : Colette Brosset (°1922)
- 30 mars : Marcel Merkès (°1920)
- 4 avril : Claude Stratz (°1946)
- 9 avril : Hassen Khalsi (°1931)
- 19 avril : Jean-Pierre Cassel (°1932)
- 29 avril : Georges Aminel (°1922)
- 30 avril : André Valardy (°1938)
- 10 mai : Andrée Basilières (°1915)
- 30 mai : Jean-Claude Brialy (°1933)
- 25 juin : Claude Brosset (°1943)
- 29 juillet : Michel Serrault (°1928)
- 30 juillet : Ingmar Bergman (°1918)
- 16 août : Pierre Jourdan (°1932)
- 30 août : José Luis de Vilallonga (°1920)
- 14 septembre : Jacques Martin (°1933)
- 17 septembre : Jean Deschamps (°1920)
- 19 septembre : Maïa Simon (°1939)
- 22 septembre : Marcel Marceau (°1923)
- 14 octobre : Raymond Pellegrin (°1925)
- 6 novembre : Robert Rollis (°1921)
- 21 novembre : Robert Etcheverry (°1937)
- 22 novembre : Jacques Zabor (°1941)
- 13 décembre : Philippe Clay (°1927)